# Синепёрый каранкс
Синепёрый каранкс, или крапчатый каранкс, или звездчатый каранкс (лат. Caranx melampygus), — вид морских лучепёрых рыб из семейства ставридовых. Широко распространены в Индийском и Тихом океанах от восточного побережья Африки до западного побережья Центральной Америки, включая Японию на севере и Австралию на юге. Достигают максимальной длины тела 117 см и массы 43,5 кг. Основными отличительными чертами синепёрых каранксов являются немного заострённое рыло, ярко-голубой цвет плавников, многочисленные точки синего и чёрного цвета на боках тела. У молоди эти признаки отсутствуют, и видовую принадлежность можно определить только после подсчёта количества лучей в плавниках и числа щитков в боковой линии. Обитают в прибрежных водах в заливах, лагунах и рифовых областях, а также у атоллов и океанических островов. Молодь предпочитает более мелководные области, защищённые бухты, заходит в эстуарии. Синепёрые каранксы являются хищниками, питаются преимущественно рыбами и в меньшей степени ракообразными. Наблюдаются разнообразные типы пищедобывательного поведения: активное преследование добычи в толще воды; засадный тип охоты и взаимодействие с более крупными хищниками в добывании пищи.
Синепёрые каранксы достигают половой зрелости при длине тела 30—40 см в возрасте двух лет. Нерестятся в летние месяцы. Нерест порционный, до 8 раз в год; за нерестовый сезон самки могут вымётывать до 6 млн икринок.
Синепёрые каранксы являются объектом коммерческого промысла и популярным объектом спортивной рыбалки. Начаты работы по разведению в аквакультуре. Хорошая столовая рыба, но отмечены случаи заболевания сигуатерой.

## Таксономия и этимология
Первое научное описание вида было сделано в 1833 году французским естествоиспытателем Жоржем Л. Кювье (1769—1832) на основании образцов, отловленных у островов Вайгео и Буру (Индонезия), Маврикий, архипелага Бисмарка и острова Ваникоро в островной дуге Санта-Крус — Новые Гебриды. Голотип не назначен; все образцы назначены синтипами. Ж. Кювьер поместил новый вид в род каранксов под латинским биноменом Caranx melampygus. Впоследствии некоторые авторы помещали данный вид в несуществующие в настоящее время роды (Carangus and Carangichthys). В общей сложности в период с 1836 по 1895 года вид был переописан семь раз, некоторые из этих латинских названий стали синонимами. Предлагалось даже выделить два самостоятельных вида. Окончательно таксономия устоялась в 1965 году после работы Фредерика Берри (Frederick Berry).
Видовое название происходит от др.-греч. μέλας — чёрный и др.-греч. πυγή — крестец, ягодица, анус, и связано с чёрным цветом анального плавника после фиксации рыб (при жизни плавник синий).

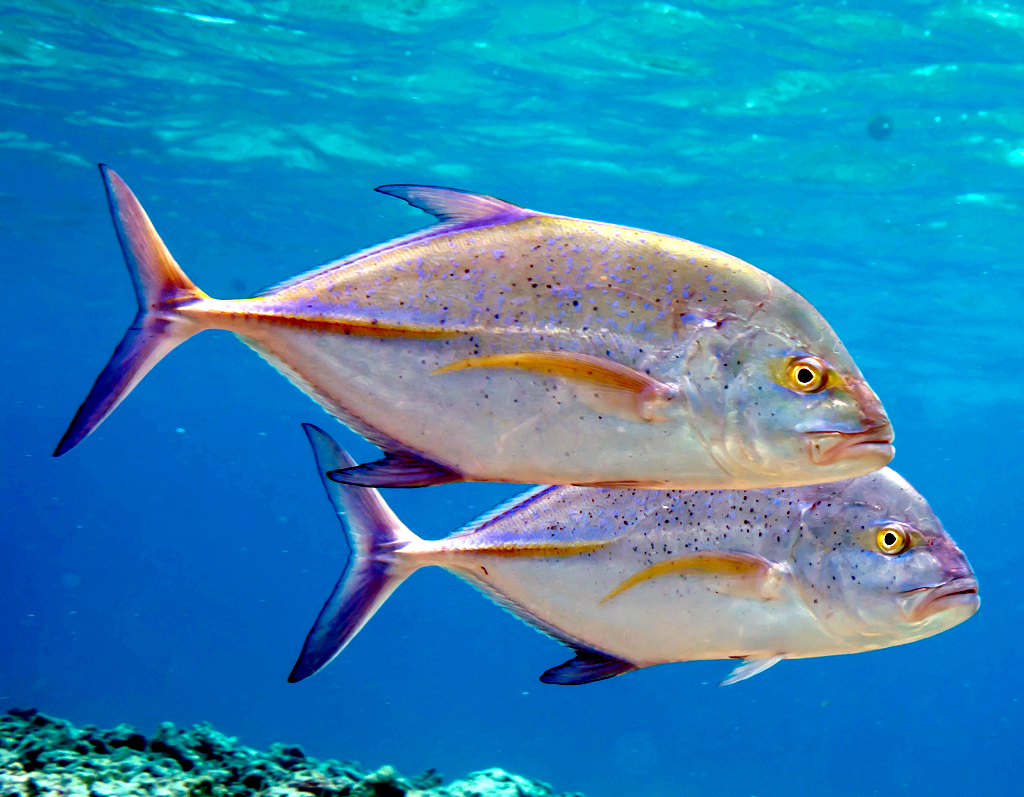

## Описание
Тело продолговатое, немного сжато с боков, покрыто мелкой циклоидной чешуёй. Грудь полностью покрыта чешуёй. Верхний профиль тела умеренно выпуклый в передней части до начала второго спинного плавника. Нижний профиль тела лишь слегка выпуклый. Рыло немного заострённое, а не закруглённое, как у остальных представителей рода каранксов. Окончание верхней челюсти доходит до вертикали, проходящей через начало орбиты. Глаза с жировым веком; в передней части глаза веко небольшое, а в задней — доходит до задней границы зрачка у крупных взрослых особей. Зубы на верхней челюсти расположены в два ряда; в переднем ряду сильные широко расставленные, клыкообразные; во внутреннем ряду — мелкие ворсинкообразные. На нижней челюсти зубы расположены в один ряд; сильные, конической формы, широко расставленные у взрослых особей. На первой жаберной дуге 25—29 жаберных тычинок (включая рудиментарные), из них 5—9 тычинок на верхней части и 17—21 тычинка на нижней части. Два спинных плавника. В первом спинном плавнике 8 жёстких лучей, а во втором — 1 жёсткий и 21—24 мягких лучей. В анальном плавнике 1 колючий и 17—20 мягких лучей, перед плавником расположены две отдельно сидящие колючки. Передние мягкие лучи в спинном и анальном плавниках удлинённые. Грудные плавники удлинённые, серповидной формы; их длина превышает длину головы. В брюшных плавниках 1 жёсткий и 20 мягких лучей. Боковая линия делает высокую дугу в передней части, а затем идёт прямо до хвостового стебля. В выгнутой части боковой линии 55—70 чешуи; в прямой части 0—10 чешуей и 27—42 костных щитков. Хвостовой плавник серповидный. Позвонков: 10 туловищных и 14 хвостовых.
У взрослых особей синепёрых каранксов голова и верхняя часть тела медно-голубого цвета, покрыты мелкими синеватыми пятнами и чёрными точками. Пятна и точки появляются у особей при стандартной длине тела от 16 до 22 см, их количество возрастает по мере роста рыб. Нижняя сторона тела и брюхо серебристо-белые. Второй спинной, анальный и хвостовой плавники ярко-голубые. Брюшные плавники беловатые. Грудные плавники бледно-жёлтого цвета. Нет пятна на жаберных крышках. У молоди и мелких неполовозрелых особей голова и тело серебристо-серые; плавники тёмно-серые, за исключением жёлтых грудных плавников.
Максимальная длина тела 117 см, обычно до 60 см; масса тела — 43,5 кг.

## Биология

### Жизненный цикл
У берегов восточной Африки синепёрые каранксы впервые созревают при длине тела 30—40 см. Нерестятся в летние месяцы Южного полушария с сентября по март. У Гавайских островов также впервые созревают при длине тела 35 см в возрасте двух лет. Нерестятся в апреле — ноябре с пиком в мае — августе. Плодовитость зависит от размеров самок и варьируется от 49700 икринок у особей массой 760 г до 4270 тысяч икринок у особей массой 6490 г.
Наблюдения за синепёрыми каранксами, которые содержались в неволе (Океанический институт на Гавайских островах) в течение длительного времени, показали, что нерест происходит в летние месяцы (май — август). За нерестовый сезон самки вымётывали до 8 порций икры с различными интервалами (минимум 5 дней). Нерест наблюдался в ночные часы и не был связан с фазами луны (хотя чаще отмечен в новолуние и третью четверть). Плодовитость зависела от размеров рыб и достигала 6 млн икринок за нерестовый сезон, относительная плодовитость составила 1545 икринок на грамм массы тела самок. Средний диаметр икринок варьировал от 0,721 до 0,787 мм.

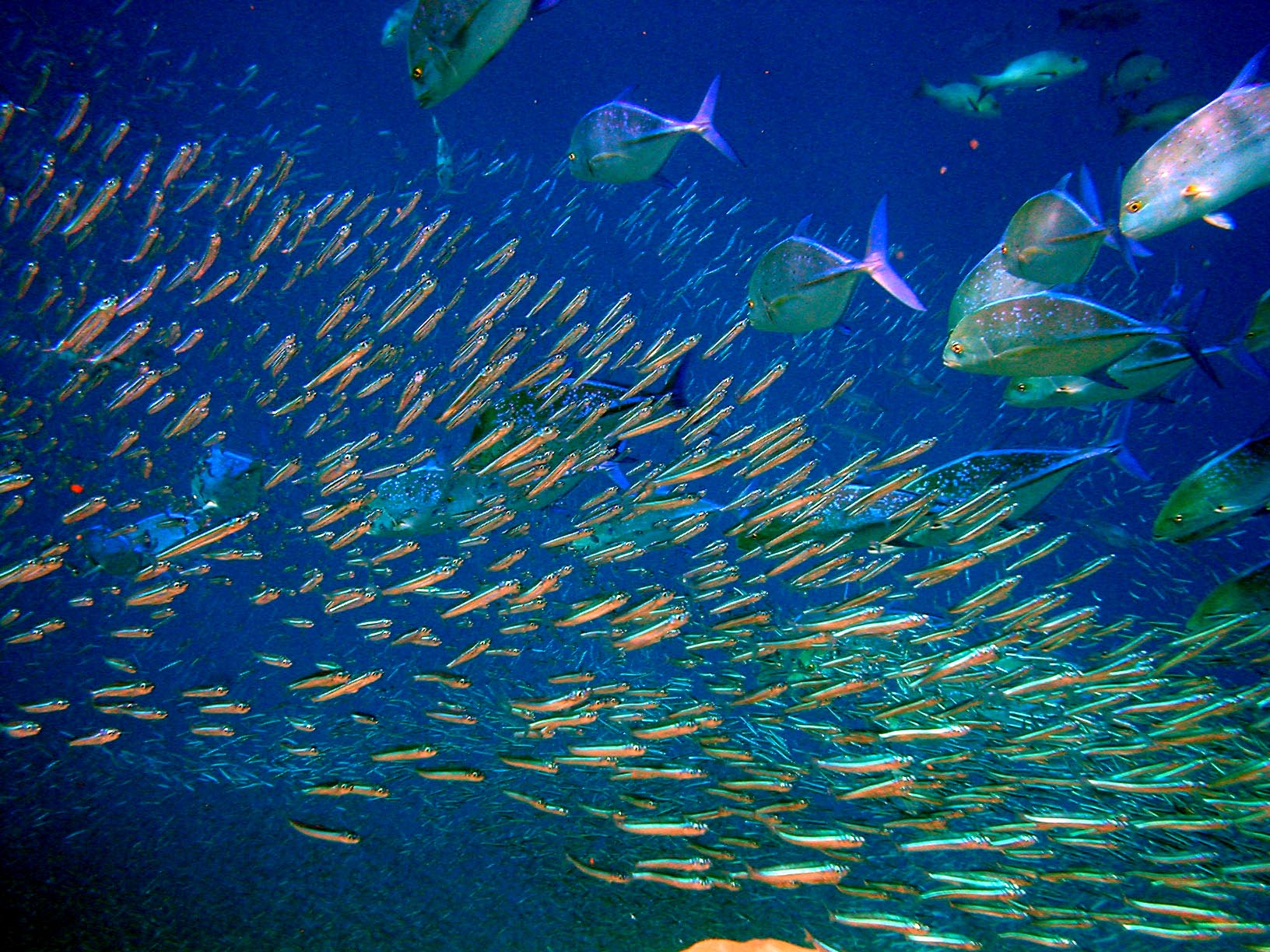
Группа синепёрых каранксов охотится на анчоусов

### Питание
Пищедобывательное поведение синепёрых каранксов довольно разнообразно. Взрослые особи могут активно преследовать добычу в тоще воды, охотиться из засады или питаться рыбами и ракообразными, потревоженными более крупными хищниками. Обычно активны в дневное время суток, особенно на рассвете и закате, хотя отмечались случаи ночной охоты в прибрежных водах Южной Африки. При коллективной охоте синепёрые каранксы бросаются на стаю рыб, рассеивая её, и затем поедают одиночных особей, отбившихся от стаи. В группе каранксов может быть до 20 особей. Но чаще синепёрые каранксы охотятся поодиночке или парами.
При охоте из засады синепёрые каранксы прячутся среди кораллов или в каких-либо укрытиях в грунте. Окраска тела изменяется на почти чёрную; рыбы проявляют агрессивное территориальное поведение, изгоняя конспецифичных особей с данного участка. Обычно засадное поведение наблюдается в периоды нереста мелких рифовых рыб, образующих большие скопления. Успешность охоты при таком поведении возрастает и достигает 17 % от общего количества атак. Специализированное засадное поведение не характерно для других представителей ставридовых.
В некоторых случаях синепёрые каранксы следуют за крупными хищниками, такими как акулы и скаты, и охотятся на рыб, которые смогли избежать предыдущих хищников. Молодь и мелкие особи синепёрых каранксов сопровождают мелких хищных рыб (например, губановых и барабулевых, в частности зубатых барабуль), которые вспугивают мелких рыб и ракообразных.
Синепёрые каранксы являются активными оппортунистическими хищниками, взрослые особи питаются почти исключительно рыбами. У Гавайских островов рыбы составляли по частоте встречаемости в желудочно-кишечном тракте синепёрых кранксов 96 %, а по объёму 98,7 % от общего состава рациона. В состав рациона входили представители около 20 семейств лучепёрых рыб, а основу составляли представители 5—7 семейств: губановые (Labridae), единороговые (Monacanthidae), барабулевые (Mullidae), каталуфовые (Priacanthidae), помацентровые (Pomacentridae), рыбы-попугаи (Scaridae). В небольшом количестве встречались головоногие. Разнообразные виды ракообразных (главным образом креветки, ротоногие и крабы) обнаружены в желудках у 19,2 % рыб, но по объёму их вклад не превышал 1 % от общего объёма жертв. Расчёты, проведённые авторами исследования, показали, что одна особь синепёрого каранкса может за год потребить 47,9 кг рыбы, и только у одного атолла Френч-Фригат-Шолс местная популяция синепёрых каранксов съедает 11 тысяч тонн рифовых рыб в год.

## Ареал
Синепёрые каранксы широко распространены в субтропических и тропических водах Индо-Тихоокеанской области и в восточной части Тихого океана. Индийский океан: от южной оконечности Африки вдоль восточного побережья Африки до Красного моря и Персидского залива. Встречаются вдоль всего побережья Южной и Юго-восточной Азии до Индонезии и северной и Западной Австралии. Самая южная точка, где обнаружены синепёрые каранксы — полуостров Норт-Уэст-Кейп. Также встречаются у сотен океанических островов Индийского океана, включая Мальдивские и Сейшельские острова, Мадагаскар и Кокосовые острова. Западная часть Тихого океана: от юга Японии, Гонконга и Тайваня, вдоль всего побережья КНР до Вьетнама, Малайзии,  Филиппин; у всех островов и архипелагов центрально-западной части Тихого океана (Тонга, Самоа, Полинезия, Гавайские острова) и на юге доходят до восточного побережья Австралии (до Сиднея). Восточная часть Тихого океана: от Мексики до Эквадора, включая Галапагосские острова.

## Взаимодействие с человеком
Популярный объект спортивной рыбалки. Рекордный экземпляр синепёрого каранкса массой 13,24 кг был выловлен 13 апреля 2012 года у острова Клиппертон (Тихий океан).
Отмечены случаи заболевания сигуатерой после употребления в пищу крупных особей данного вида рыб.